# Głogów
Pour les articles homonymes, voir Głogów (homonymie).
Głogów (Głogůw en silésien ; en allemand : Glogau) est une ville du sud-ouest de la Pologne, dans la voïvodie de Basse-Silésie. C'est le chef-lieu du powiat de Głogów et le siège administratif de la gmina de Głogów, bien qu'elle ne fasse pas partie de son territoire.

## Géographie
La ville est située sur le rives de l'Oder dans la région historique de Basse-Silésie. Elle se trouve à environ 100 kilomètres au nord-ouest de la capitale régionale, Wrocław.
La gare de Głogów se trouve à la ligne ferroviaire de la gare centrale de Wrocław à Szczecin, au croisement avec la ligne de Łódź à la frontière allemande près de Zasieki.

## Histoire

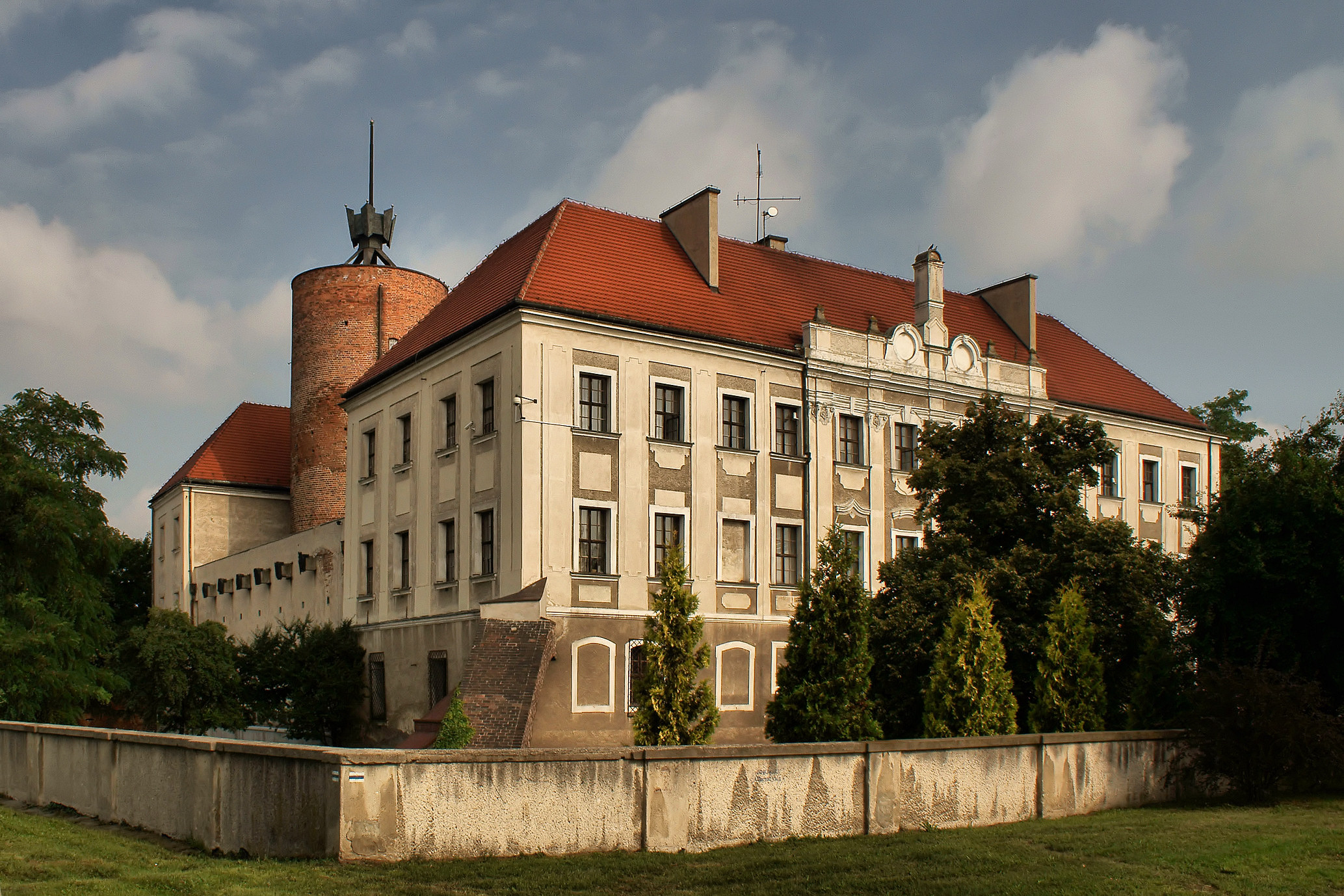
Le.

Głogów est l'une des plus anciennes villes de Pologne. Elle fut fondée par une tribu slave nommée les Dziadoszans, ou Dadosesani, et intégrée dans le premier État polonais. La première référence date de 1010 dans les chroniques de Thietmar de Mersebourg quand elle fut attaquée par les forces de l'empereur Henri II durant la guerre germano-polonaise contre Boleslas Ier le Vaillant. Elle était de nouveau assiégée par les forces germaniques le 9 août 1017. Cent ans plus tard, le 24 août 1109, la bataille de Głogów a lieu pendant une expédition de l'armée du roi Henri V en Pologne. 
Faisant partie du duché de Silésie pendant le démembrement territorial, la ville en 1157 fut prise par les forces de Frédéric Barberousse, venu à l'aide des fils du duc Ladislas II le Banni contre leur oncle Boleslas IV de Pologne. Głogów a été incendiée et de nombreux habitants furent massacrés. À la suite de la division de la Silésie en 1248, les domaines appartenaient d'abord au duché de Liegnitz puis, à partir de 1251, aux domaines du duc Conrad II de Głogów et ses descendants. 
Glogów reconstruit devient la capitale de sa principauté et au cours de la colonisation germanique obtient les privilèges du droit de Magdebourg en 1253. La principauté devient un fief de la couronne de Bohême en 1331. Après que la lignée des ducs s'éteint à la mort de Henri XI en 1476, son cousin Jean II de Żagań s'empara de Glogów. Il chasse les Juifs de la ville et enferme sept conseillers qui moururent en détention. Finalement, en 1499, le roi Vladislas IV de Bohême reprit le fief accompli.

Carte de la ville et de la forteresse de Glogow (1760)

À partir de 1526, les pays de la couronne de Bohême faisaient partie intégrante de la monarchie de Habsbourg. Durant la guerre de Trente Ans, Glogów fut occupée par les forces protestantes en 1632, reconquise par la Contre-Réforme l'année suivante, et prise par les troupes de l'Empire suédois en 1642.
Annexée par le royaume de Prusse au cours des guerres de Silésie en 1742, Glogau fait partie ensuite de l'arrondissement de Glogau dans le district de Liegnitz au sein de la province de Silésie. Le baron Claude-Étienne Chaillou des Barres fut administrateur de Glogau entre 1806 et 1809 ; il a laissé un excellent souvenir de sa gestion. Après la campagne de Russie (1812), le général français Dode de La Brunerie défend la ville face aux Russes.
Après la Seconde Guerre mondiale, la ville a été attribuée à la Pologne ; l'industrie de sidérurgie s'y est développée sous le régime de la république de Pologne.

## Jumelages
- Amber Valley (Angleterre)
- Eisenhüttenstadt (Allemagne)
- Langenhagen (Allemagne)
- Laholm (Suède)
- Riesa (Allemagne)
- Kamianets-Podilskyï (Ukraine)
- Middelbourg (Pays-Bas)

## Bâtiments remarquables

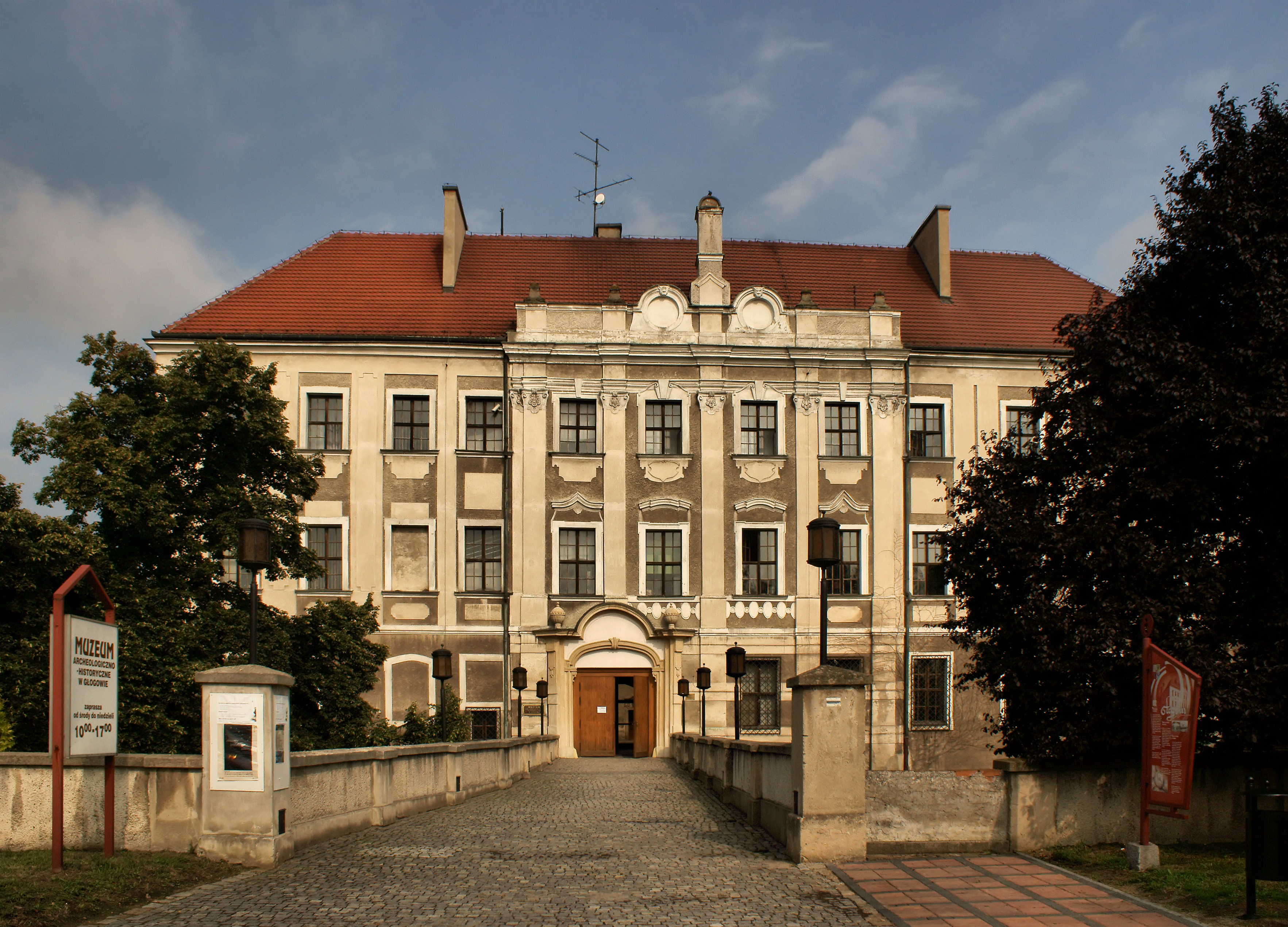
Le château
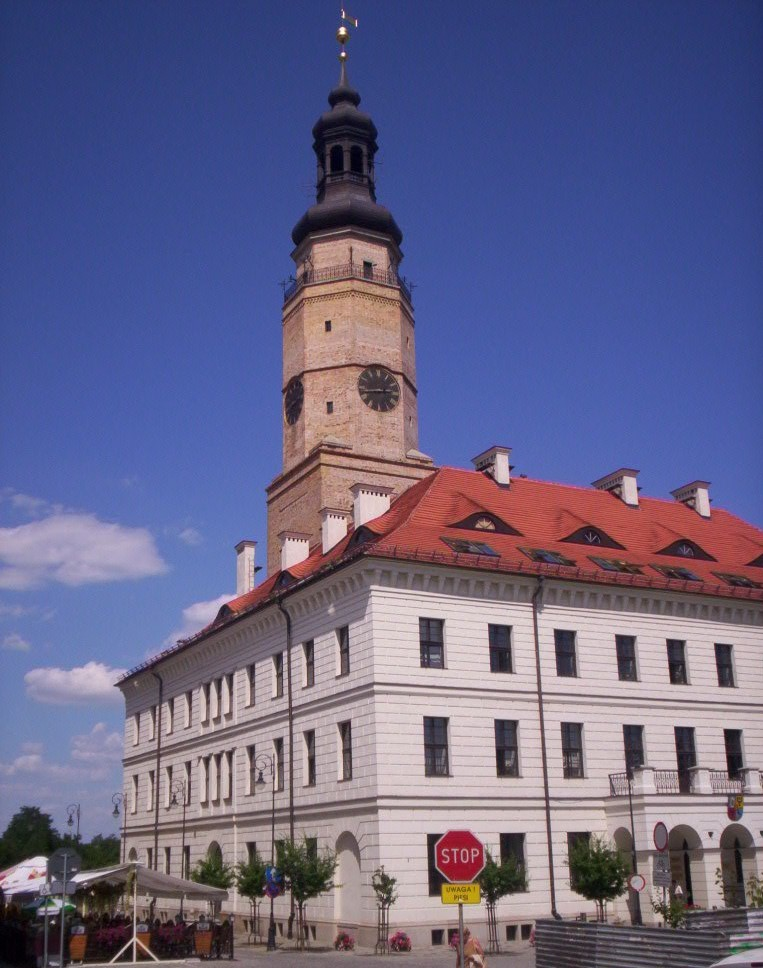
L'hôtel de ville
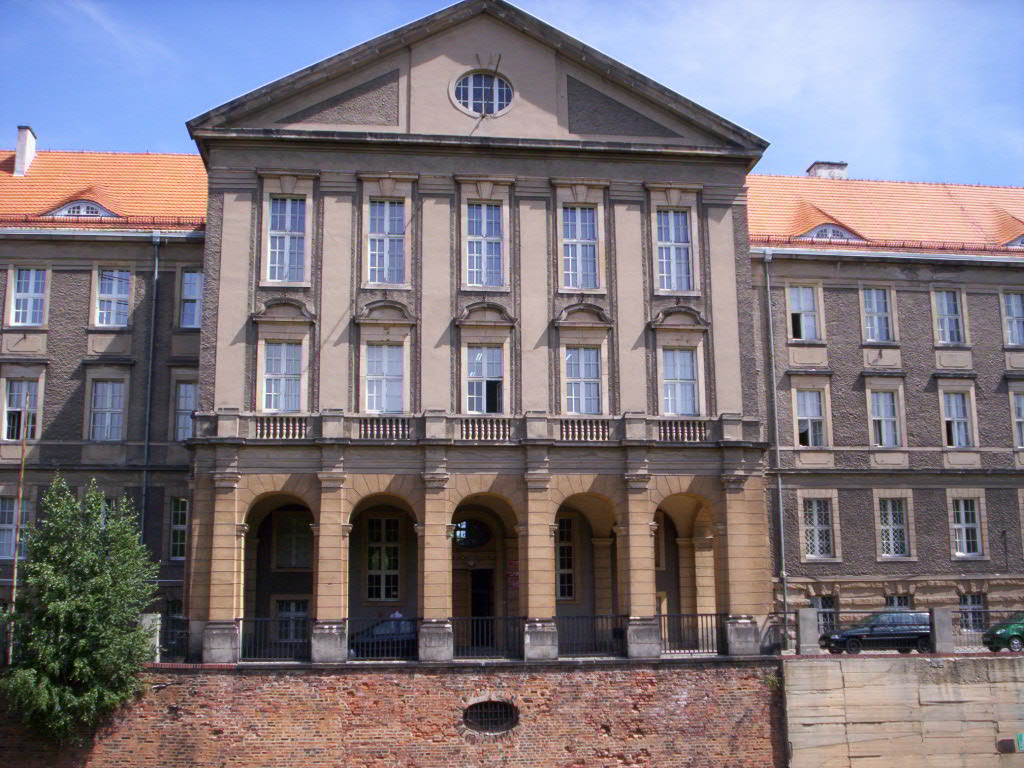
Le tribunal
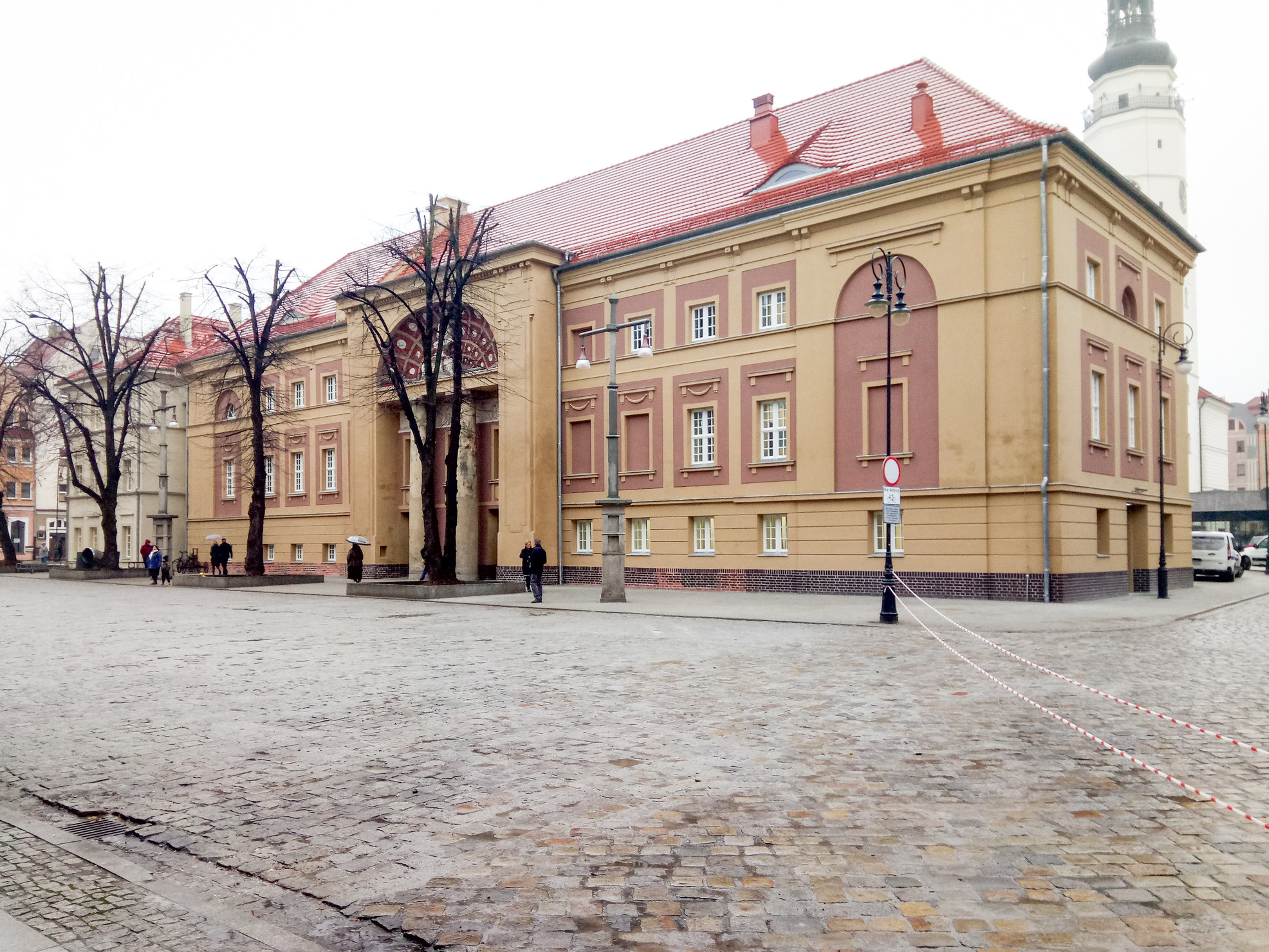
Le théâtre Andreas Gryphius

### Bâtiments détruits
- La synagogue détruite par les nazis pendant la nuit de Cristal en 1938.

## Personnalités
- Henri Ier le Barbu (v. 1170–1238), duc de Silésie et princeps de Pologne ;
- Andreas Gryphius (1616–1664), poète baroque et auteur dramatique ;
- Jean-Martin de Prades (v. 1720–1782), théologien et encyclopédiste français, mort en exil à Glogau ;
- Johann Hartmann (1726-1793), compositeur;
- Johann Anton von Dessaunniers (1731-1802), général d'origine française et commandant de la forteresse de Glogau
- Marie-Antoinette Labrunie, mère de Gérard de Nerval, y est inhumée.
- Alexander Heinrich von Thile (1742-1812), général ;
- Julien Charles Louis Rheinwald (1760-1810), général des armées de la République française et de l'Empire;il fut commandant militaire de la ville en 1809 et 1810. Il y décède dans l'exercice de ses fonctions.
- Georg Gustav Fülleborn (1769-1803), écrivain allemand.
- Heinrich Förster (1799–1881), prince-évêque de Breslau ;
- Salomon Munk (1805–1867), érudit du judaïsme ;
- Job von Witzleben (1813-1867), général ;
- Alberta von Puttkamer (1849–1923), écrivaine ;
- Richard Knötel (1857–1914),  peintre, dessinateur et illustrateur ;
- Walter Friedlaender (1873–1966), historien de l'art ;
- Joachim von Stülpnagel (1880–1968), officier général ;
- Wilhelm Kube (1887–1943), homme politique nazi ;
- Arnold Zweig (1887–1968), écrivain ;
- Helmut Körnig (1905–1972), athlète ;
- Helmut Bischoff (1908–1993), chef de la Gestapo en Pologne ;
- Eberhard Werner (1924–2002), peintre ;
- Sylwester Chruszcz (né en 1972), homme politique ;
- Tomasz Markowski (né 1975), joueur d'échecs ;
- Marta Michna (née 1978), joueuse d'échecs.